# Danh sách di sản văn hóa Tây Ban Nha được quan tâm ở tỉnh Córdoba
Danh sách di sản văn hóa Tây Ban Nha được quan tâm ở Córdoba (tỉnh).

## Di tích theo thành phố

### A

#### Aguilar de la Frontera
| Tên                                             | Dạng                                            | Địa điểm               | Tọa độ                                          | Số hồ sơ tham khảo? | Ngày nhận danh hiệu? | Hình ảnh                                                |
| ----------------------------------------------- | ----------------------------------------------- | ---------------------- | ----------------------------------------------- | ------------------- | -------------------- | ------------------------------------------------------- |
| Lâu đài Poley (Lâu đài Pontón)                  | Di tích Kiến trúc phòng thủ                     | Aguilar de la Frontera | 37°31′14″B 4°39′36″T / 37,52054°B 4,659987°T    | RI-51-0007650       | 22-06-1993           | Castillo de Poley · Upload image                        |
| Bệnh viện Caridad và su Iglesia                 | Di tích Kiến trúc tôn giáo                      | Aguilar de la Frontera | 37°31′08″B 4°39′27″T / 37,518999°B 4,657409°T   | RI-51-0004508       | 13-07-1981           | Hospital de la Caridad y su Iglesia · Upload image      |
| Nhà thờ Candelaria                              | Di tích Kiến trúc tôn giáo Thời gian: Thế kỷ 16 | Aguilar de la Frontera |                                                 | RI-51-0004687       | 27-08-1982           | Iglesia de la Candelaria · Upload image                 |
| Nhà thờ Vera Cruz (Aguilar Frontera)            | Di tích                                         | Aguilar de la Frontera |                                                 | RI-51-0004603       | 26-02-1982           | Upload image                                            |
| Tu viện Carmelitas Descalzas (Aguilar Frontera) | Di tích                                         | Aguilar de la Frontera | 37°31′00″B 4°39′28″T / 37,5165638°B 4,6576908°T | RI-51-0004948       | 05-10-1983           | Upload image                                            |
| Nhà thờ parroquial Soterraño                    | Di tích                                         | Aguilar de la Frontera | 37°31′12″B 4°39′32″T / 37,5198996°B 4,65893°T   | RI-51-0004489       | 10-04-1981           | Upload image                                            |
| Quảng trường San José                           | Khu phức hợp lịch sử artístico                  | Aguilar de la Frontera | 37°30′53″B 4°39′24″T / 37,5147938°B 4,6566743°T | RI-53-0000171       | 24-05-1974           | Upload image                                            |
| Tháp Reloj (Aguilar Frontera)                   | Di tích                                         | Aguilar de la Frontera | 37°30′57″B 4°39′22″T / 37,515749°B 4,656234°T   | RI-51-0004447       | 12-12-1980           | Torre del Reloj (Aguilar de la Frontera) · Upload image |

#### Almodóvar del Río
| Tên                   | Dạng    | Địa điểm          | Tọa độ                                          | Số hồ sơ tham khảo? | Ngày nhận danh hiệu? | Hình ảnh                                    |
| --------------------- | ------- | ----------------- | ----------------------------------------------- | ------------------- | -------------------- | ------------------------------------------- |
| Lâu đài Almodóvar Río | Di tích | Almodóvar del Río | 37°48′27″B 5°01′26″T / 37,8074911°B 5,0237775°T | RI-51-0011054       | 25-06-1985           | Castillo (Almodóvar del Río) · Upload image |

### B

#### Baena
| Tên                               | Dạng        | Địa điểm                | Tọa độ                                                     | Số hồ sơ tham khảo? | Ngày nhận danh hiệu? | Hình ảnh                      |
| --------------------------------- | ----------- | ----------------------- | ---------------------------------------------------------- | ------------------- | -------------------- | ----------------------------- |
| Nhà thờ San Francisco (Baena)     | Di tích     | Baena                   | 37°36′49″B 4°20′04″T / 37,613606362465°B 4,3345560779767°T | RI-51-0004777       | 12-01-1983           | Upload image                  |
| Nhà thờ Santa María Mayor (Baena) | Di tích     | Baena                   | 37°36′47″B 4°19′44″T / 37,613090408742°B 4,3288113229468°T | RI-51-0003856       | 04-02-1971           | Upload image                  |
| Torreón Arco Oscuro               | Di tích     | Baena                   | 37°36′45″B 4°19′46″T / 37,612555666131°B 4,3294030648949°T | RI-51-0007651       | 22-06-1993           | Upload image                  |
| Tháp Morada                       | Di tích     | Baena                   | 37°39′10″B 4°16′35″T / 37,652909383514°B 4,2763797604449°T | RI-51-0007652       | 22-06-1993           | Upload image                  |
| Tháp Medieval "Padrones"          | Di tích     | Baena                   |                                                            | RI-51-0007653       | 22-06-1993           | Upload image                  |
| Tường medieval Baena              | Di tích     | Baena                   |                                                            | RI-51-0007654       | 22-06-1993           | Upload image                  |
| Lâu đài Árabe (Baena)             | Di tích     | Baena                   | 37°36′49″B 4°19′36″T / 37,613535772937°B 4,3267038738923°T | RI-51-0007655       | 22-06-1993           | Upload image                  |
| Torreparedones                    | Khu khảo cổ | Baena và Castro del Río | 37°45′17″B 4°22′38″T / 37,7546588°B 4,3773544°T            | RI-55-0000872       |                      | Torreparedones · Upload image |

#### Belalcázar
| Tên                              | Dạng    | Địa điểm            | Tọa độ                                          | Số hồ sơ tham khảo? | Ngày nhận danh hiệu? | Hình ảnh                                               |
| -------------------------------- | ------- | ------------------- | ----------------------------------------------- | ------------------- | -------------------- | ------------------------------------------------------ |
| Tu viện Santa Clara (Belalcazar) | Di tích | Belalcázar Torrubia | 38°34′01″B 5°09′13″T / 38,566822°B 5,153655°T   | RI-51-0004688       | 27-08-1982           | Convento de Santa Clara o de la Columna · Upload image |
| Lâu đài Belalcázar               | Di tích | Belalcázar          | 38°34′58″B 5°09′56″T / 38,5827547°B 5,1656261°T | RI-51-0007656       | 22-06-1993           | Castillo "Gahete" o "Gafiq" · Upload image             |

#### Bélmez
| Tên                              | Dạng        | Địa điểm | Tọa độ                                          | Số hồ sơ tham khảo? | Ngày nhận danh hiệu? | Hình ảnh                          |
| -------------------------------- | ----------- | -------- | ----------------------------------------------- | ------------------- | -------------------- | --------------------------------- |
| Lâu đài Medieval "del Junquillo" | Di tích     | Bélmez   |                                                 | RI-51-0007657       | 22-06-1993           | Upload image                      |
| Dolmen Căn nhà Don Pedro         | Khu khảo cổ | Bélmez   |                                                 | RI-55-0000187       | 12-03-1996           | Upload image                      |
| Lâu đài Árabe "del Viandar"      | Di tích     | Bélmez   |                                                 | RI-51-0007658       | 22-06-1993           | Upload image                      |
| Lâu đài Belmez                   | Di tích     | Bélmez   | 38°16′27″B 5°12′44″T / 38,2742383°B 5,2122563°T | RI-51-0008798       | 22-06-1993           | Castillo de Belmez · Upload image |

#### Benamejí
| Tên                               | Dạng    | Địa điểm | Tọa độ                                          | Số hồ sơ tham khảo? | Ngày nhận danh hiệu? | Hình ảnh     |
| --------------------------------- | ------- | -------- | ----------------------------------------------- | ------------------- | -------------------- | ------------ |
| Puente sobre río Genil (Benamejí) | Di tích | Benamejí | 37°15′14″B 4°32′31″T / 37,2538847°B 4,541806°T  | RI-51-0010695       | 18-09-2001           | Upload image |
| Lâu đài Gómez Arias               | Di tích | Benamejí | 37°14′39″B 4°32′17″T / 37,2441744°B 4,5380294°T | RI-51-0007659       | 22-06-1993           | Upload image |

#### Bujalance
| Tên                                          | Dạng                 | Địa điểm  | Tọa độ                                          | Số hồ sơ tham khảo? | Ngày nhận danh hiệu? | Hình ảnh                                                          |
| -------------------------------------------- | -------------------- | --------- | ----------------------------------------------- | ------------------- | -------------------- | ----------------------------------------------------------------- |
| Nhà thờ Asunción (Bujalance)                 | Di tích              | Bujalance | 37°53′48″B 4°22′59″T / 37,8965686°B 4,3831212°T | RI-51-0004636       | 30-04-1982           | Iglesia Parroquial de la Asunción (Bujalance) · Upload image      |
| Lâu đài Bujalance                            | Di tích              | Bujalance | 37°53′50″B 4°23′00″T / 37,8973517°B 4,3834537°T | RI-51-0004670       | 09-07-1982           | Castillo-Alcazaba de Bujalance · Upload image                     |
| Quần thể Histórico Artístico Villa Bujalance | Khu phức hợp lịch sử | Bujalance |                                                 | RI-53-0000292       | 28-07-1983           | Conjunto Histórico Artístico la Villa de Bujalance · Upload image |

### C

#### Cabra (Tây Ban Nha)
| Tên                                                   | Dạng            | Địa điểm            | Tọa độ | Số hồ sơ tham khảo? | Ngày nhận danh hiệu? | Hình ảnh     |
| ----------------------------------------------------- | --------------- | ------------------- | ------ | ------------------- | -------------------- | ------------ |
| Hang Ermita Calvario                                  | Di tích         | Cabra (Tây Ban Nha) |        | RI-51-0011645       | 25-06-1985           | Upload image |
| Parque Fuente Río, Lâu đài Duques Sessa và Murallas   | Khu vực lịch sử | Cabra (Tây Ban Nha) |        | RI-54-0000014       | 16-03-1961           | Upload image |
| Hang Mina Jarcas                                      | Di tích         | Cabra (Tây Ban Nha) |        | RI-51-0011647       | 25-06-1985           | Upload image |
| Covacha Colorá                                        | Di tích         | Cabra (Tây Ban Nha) |        | RI-51-0011648       | 25-06-1985           | Upload image |
| Covacha Portales                                      | Di tích         | Cabra (Tây Ban Nha) |        | RI-51-0011646       | 25-06-1985           | Upload image |
| Cerca Villa Vieja                                     | Di tích         | Cabra (Tây Ban Nha) |        | RI-51-0012216       | 25-06-1985           | Upload image |
| Nhà Número 3 Calle Juan Ulloa (Nhà Natal Juan Valera) | Di tích         | Cabra (Tây Ban Nha) |        | RI-51-0004479       | 23-03-1981           | Upload image |
| Nhà thờ Nuestra Señora Asunción và Ángeles            | Di tích         | Cabra (Tây Ban Nha) |        | RI-51-0004617       | 17-03-1982           | Upload image |
| Tàn tích Tường Medieval (Cabra)                       | Di tích         | Cabra (Tây Ban Nha) |        | RI-51-0007660       | 22-06-1993           | Upload image |

#### Carcabuey
| Tên                            | Dạng    | Địa điểm           | Tọa độ | Số hồ sơ tham khảo? | Ngày nhận danh hiệu? | Hình ảnh                                     |
| ------------------------------ | ------- | ------------------ | ------ | ------------------- | -------------------- | -------------------------------------------- |
| Puente califal arroyo Palancar | Di tích | Carcabuey          |        | RI-51-0011551       | 31-10-2006           | Upload image                                 |
| Palanzuelo                     | Di tích | Carcabuey          |        | RI-51-0011649       | 25-06-1985           | Upload image                                 |
| Sima Palanzuelo                | Di tích | Carcabuey          |        | RI-51-0011650       | 25-06-1985           | Upload image                                 |
| Nhà trú tạm Choclaero I        | Di tích | Carcabuey          |        | RI-51-0012217       | 25-06-1985           | Upload image                                 |
| Nhà trú tạm Choclaero II       | Di tích | Carcabuey          |        | RI-51-0012218       | 25-06-1985           | Upload image                                 |
| Nhà trú tạm Choclaero III      | Di tích | Carcabuey          |        | RI-51-0012219       | 25-06-1985           | Upload image                                 |
| Nhà thờ parroquial Carcabuey   | Di tích | Carcabuey          |        | RI-51-0004308       | 01-12-1978           | Upload image                                 |
| Lâu đài Árabe "Fuente Úbeda"   | Di tích | Carcabuey          |        | RI-51-0007662       | 22-06-1993           | Castillo Árabe "Fuente Úbeda" · Upload image |
| Lâu đài medieval Algar         | Di tích | Carcabuey El Algar |        | RI-51-0007663       | 22-06-1993           | Upload image                                 |

#### Castro del Río
| Tên                                  | Dạng        | Địa điểm                | Tọa độ                                          | Số hồ sơ tham khảo? | Ngày nhận danh hiệu? | Hình ảnh     |
| ------------------------------------ | ----------- | ----------------------- | ----------------------------------------------- | ------------------- | -------------------- | ------------ |
| Torreparedones                       | Khu khảo cổ | Castro del Río và Baena | 37°45′17″B 4°22′38″T / 37,7546588°B 4,3773544°T | RI-55-0000872       |                      | Upload image |
| Tàn tích Tường Medieval (Castro Río) | Di tích     | Castro del Río          |                                                 | RI-51-0007668       | 22-06-1993           | Upload image |
| Lâu đài Medieval (Castro Río)        | Di tích     | Castro del Río          | 37°41′25″B 4°28′49″T / 37,6902221°B 4,4802815°T | RI-51-0007669       | 22-06-1993           | Upload image |
| Torreón Cambronero                   | Di tích     | Castro del Río          |                                                 | RI-51-0007670       | 22-06-1993           | Upload image |
| Cortijo Calderón                     | Di tích     | Castro del Río          |                                                 | RI-51-0007671       | 22-06-1993           | Upload image |

#### Cañete de las Torres
| Tên                       | Dạng    | Địa điểm             | Tọa độ                                        | Số hồ sơ tham khảo? | Ngày nhận danh hiệu? | Hình ảnh     |
| ------------------------- | ------- | -------------------- | --------------------------------------------- | ------------------- | -------------------- | ------------ |
| Lâu đài Árabe và Medieval | Di tích | Cañete de las Torres | 37°52′01″B 4°19′08″T / 37,867083°B 4,318931°T | RI-51-0007661       | 22-06-1993           | Upload image |

#### Córdoba, Tây Ban Nha
| Tên                                                                  | Dạng | Địa điểm                          | Tọa độ                                          | Số hồ sơ tham khảo? | Ngày nhận danh hiệu? | Hình ảnh                                                                                   |
| -------------------------------------------------------------------- | --- | --------------------------------- | ----------------------------------------------- | ------------------- | -------------------- | ------------------------------------------------------------------------------------------ |
| Lưu trữ lịch sử Provincial Córdoba                                   | Lưu trữ | Córdoba C/ Pompeyos               | 37°53′00″B 4°46′41″T / 37,883416°B 4,777972°T   | RI-AR-0000026       | 10-11-1997           | Archivo Histórico Provincial de Córdoba · Upload image                                     |
| Nhà hoang Santa María Trassierra                                     | Di tích Kiến trúc tôn giáo                                                                                     | Córdoba Santa María de Trassierra | 37°55′37″B 4°53′51″T / 37,926904°B 4,897629°T   | RI-51-0000534       | 03-06-1931           | Ermita de Santa María de Trassierra · Upload image                                         |
| Nhà thờ San Pablo (Córdoba)                                          | Di tích Kiến trúc tôn giáo Kiểu: Kiến trúc Baroque, Trường phái kiểu cách, Kiến trúc Gothic-Nghệ thuật Mudejar | Córdoba Calle Capitulares, 2      | 37°53′07″B 4°46′31″T / 37,885364°B 4,775367°T   | RI-51-0000531       | 03-06-1931           | Iglesia de San Pablo · Upload image                                                        |
| Nhà thờ San Salvador và Santo Domingo Silos                          | Di tích Kiến trúc tôn giáo Kiến trúc: Trường phái kiểu cách và Kiến trúc Baroque                               | Córdoba                           | 37°53′00″B 4°46′41″T / 37,8834149°B 4,7779799°T | RI-51-0010564       | 09-01-2001           | Iglesia de San Salvador y Santo Domingo de Silos y Colegio de Sta. Catalina · Upload image |
| Bảo tàng Bellas Artes Córdoba (Bệnh viện Caridad (Córdoba))          | Di tích Bảo tàng                                                                                               | Córdoba                           | 37°52′53″B 4°46′28″T / 37,8813508°B 4,7745654°T | RI-51-0001348       | 01-03-1962           | Museo de Bellas Artes · Upload image                                                       |
| Lâu đài Kant-His                                                     | Di tích | Córdoba Alcolea (Córdoba)         |                                                 | RI-51-0011617       | 25-06-1985           | Upload image                                                                               |
| Tháp Albolafia                                                       | Di tích | Córdoba Prágdena                  |                                                 | RI-51-0011618       | 25-06-1985           | Upload image                                                                               |
| Alcázar Califal                                                      | Di tích | Córdoba                           |                                                 | RI-51-0011619       | 22-06-1985           | Alcázar Califal · Upload image                                                             |
| Tường thành Córdoba                                                  | Di tích | Córdoba                           |                                                 | RI-51-0011620       | 25-06-1985           | Muralla Urbana (Córdoba) · Upload image                                                    |
| Mộ Nuestra Señora Fuensanta (Córdoba)                                | Di tích | Córdoba                           | 37°52′52″B 4°45′44″T / 37,8811391°B 4,7622085°T | RI-51-0012040       | 09-01-2007           | Santuario de Nuestra Señora de la Fuensanta (Córdoba) · Upload image                       |
| Nhà Campanas                                                         | Di tích | Córdoba                           | 37°52′57″B 4°46′12″T / 37,882479°B 4,769873°T   | RI-51-0010696       | 18-09-2001           | La Casa de las Campanas · Upload image                                                     |
| Delimitación Madinat al-Zahra                                        | Khu khảo cổ | Córdoba                           |                                                 | RI-55-0000379-00001 | 01-07-2003           | Upload image                                                                               |
| Ategua                                                               | Khu khảo cổ | Córdoba Santa Cruz (Córdoba)      |                                                 | RI-55-0000099       | 12-11-1982           | Yacimiento Arqueológico Ruinas de Ategua · Upload image                                    |
| Đền romano Córdoba                                                   | Khu khảo cổ | Córdoba                           | 37°53′05″B 4°46′35″T / 37,884755°B 4,776395°T   | RI-55-0000129       | 29-05-2007           | Templo romano de Córdoba · Upload image                                                    |
| Entorno Protección Ruinas Madinat-al-zahra                           | Khu khảo cổ | Córdoba                           |                                                 | RI-55-0000379       | 30-01-1996           | Upload image                                                                               |
| Mộ Nuestra Señora Linares                                            | Di tích | Córdoba                           | 37°56′29″B 4°44′50″T / 37,9413271°B 4,7472766°T | RI-51-0010716       | 11-12-2001           | Santuario de Nuestra Señora de Linares (Córdoba) · Upload image                            |
| Quảng trường Corredera                                               | Di tích | Córdoba                           | 37°53′01″B 4°46′28″T / 37,883546°B 4,774442°T   | RI-51-0004548       | 18-12-1981           | Plaza de la Corredera · Upload image                                                       |
| Nhà thờ San Cayetano (Córdoba)                                       | Di tích | Córdoba                           | 37°53′35″B 4°46′29″T / 37,892979°B 4,774757°T   | RI-51-0004664       | 25-06-1982           | Iglesia Conventual de San Cayetano · Upload image                                          |
| Nhà thờ San Agustín (Córdoba)                                        | Di tích | Córdoba                           | 37°53′22″B 4°46′18″T / 37,8893453°B 4,7717558°T | RI-51-0004783       | 19-01-1983           | Iglesia de San Agustín (Córdoba) · Upload image                                            |
| Nhà thờ Santiago (Córdoba)                                           | Di tích | Córdoba                           | 37°52′55″B 4°46′10″T / 37,8818377°B 4,7694223°T | RI-51-0004784       | 19-01-1983           | Iglesia Parroquial de Santiago (Córdoba) · Upload image                                    |
| Nhà thờ San Francisco (Córdoba)                                      | Di tích | Córdoba                           | 37°52′54″B 4°46′31″T / 37,8816768°B 4,7752655°T | RI-51-0004549       | 18-12-1981           | Iglesia de San Francisco, antiguo Monasterio de San Pedro El Real · Upload image           |
| Tu viện Cisterciense Encarnación (Córdoba)                           | Di tích | Córdoba                           | 37°52′52″B 4°46′45″T / 37,8810576°B 4,7792016°T | RI-51-0004629       | 02-04-1982           | Upload image                                                                               |
| Capilla Instituto Luis Góngora                                       | Di tích | Córdoba                           | 37°53′05″B 4°46′43″T / 37,8846279°B 4,778645°T  | RI-51-0004639       | 30-04-1982           | Upload image                                                                               |
| Cung điện Viana (Córdoba)                                            | | Córdoba Jardín histórico          | 37°53′18″B 4°46′25″T / 37,888396°B 4,773573°T   | RI-52-0000038       | 13-04-1983           | Jardín del Palacio de las Rejas de Don Gome · Upload image                                 |
| Nhà Número 26 ở calle Gran Capitán                                   | Di tích | Córdoba                           |                                                 | RI-51-0004666       | 07-07-1982           | Upload image                                                                               |
| Tu viện Regina Coeli                                                 | Di tích | Córdoba                           | 37°53′04″B 4°46′17″T / 37,88434°B 4,7713226°T   | RI-51-0004373       | 06-07-1979           | Iglesia de Regina · Upload image                                                           |
| Real Tu viện San Jerónimo Valparaíso                                 | Di tích | Córdoba                           | 37°53′40″B 4°52′03″T / 37,8944604°B 4,8675978°T | RI-51-0004440       | 21-11-1980           | Monasterio de San Jerónimo de Valparaíso · Upload image                                    |
| Nhà thờ Magdalena (Córdoba)                                          | Di tích | Córdoba                           | 37°53′07″B 4°46′09″T / 37,8853212°B 4,769205°T  | RI-51-0004616       | 17-03-1982           | Iglesia de la Magdalena (Córdoba) · Upload image                                           |
| Tu viện Santa Marta                                                  | Di tích | Córdoba                           | 37°53′12″B 4°46′30″T / 37,8865903°B 4,7750375°T | RI-51-0004423       | 21-03-1980           | Monasterio de Santa Marta Religiosas Jerónimas · Upload image                              |
| Cung điện Viana (Córdoba)                                            | Di tích | Córdoba                           | 37°53′19″B 4°46′26″T / 37,8886479°B 4,7738573°T | RI-51-0004483       | 27-03-1981           | Palacio de los Marqueses de Viana · Upload image                                           |
| Nhà Bailío                                                           | Di tích | Córdoba                           | 37°53′16″B 4°46′37″T / 37,887775°B 4,776991°T   | RI-51-0004581       | 01-02-1982           | Casa del Bailio · Upload image                                                             |
| Nhà hoang Nuestra Señora Alegría                                     | Di tích | Córdoba                           | 37°53′08″B 4°47′00″T / 37,8854757°B 4,783355°T  | RI-51-0004966       | 26-10-1983           | Ermita de Nuestra Señora de la Alegría · Upload image                                      |
| Nhà thờ San Nicolás Villa                                            | Di tích | Córdoba                           | 37°53′04″B 4°46′56″T / 37,884431°B 4,7822472°T  | RI-51-0011133       | 07-10-2003           | Iglesia de San Nicolás de la Villa · Upload image                                          |
| Mezquita-catedral Córdoba                                            | Di tích | Córdoba                           | 37°52′44″B 4°46′46″T / 37,879003°B 4,779498°T   | RI-51-0000034       | 21-11-1882           | Mezquita-iglesia-catedral de la Asunción de Ntra. Sra. · Upload image                      |
| Sinagoga Córdoba                                                     | Di tích | Córdoba                           | 37°52′47″B 4°47′00″T / 37,87979°B 4,78339°T     | RI-51-0000045       | 24-01-1885           | Sinagoga de Córdoba · Upload image                                                         |
| Medina Azahara                                                       | Di tích | Córdoba                           | 37°53′09″B 4°52′04″T / 37,8859637°B 4,8676515°T | RI-51-0000252       | 12-07-1923           | Yacimiento Arqueológico de Medina Azahara · Upload image                                   |
| Quảng trường Potro và Triunfo San Rafael Quảng trường Potro          | Di tích | Córdoba                           | 37°52′52″B 4°46′30″T / 37,881125°B 4,774913°T   | RI-51-0000295       | 14-07-1924           | Plaza del Potro y Monumento al Arcángel San Rafael · Upload image                          |
| Acueducto Valdepuentes ở Sierra                                      | Di tích | Córdoba                           | 37°53′30″B 4°52′44″T / 37,8915923°B 4,8789436°T | RI-51-0000519       | 03-06-1931           | Upload image                                                                               |
| Almunia Alamiriya                                                    | Di tích | Córdoba                           |                                                 | RI-51-0000523       | 03-06-1931           | Upload image                                                                               |
| Puente romano Córdoba, su Cổng Puente và Tháp Calahorra              | Di tích | Córdoba                           | 37°52′36″B 4°46′41″T / 37,876716°B 4,777942°T   | RI-51-0000524       | 03-06-1931           | Puente sobre El Guadalquivir, su Puerta y la Calahorra · Upload image                      |
| Centro histórico Córdoba                                             | Khu phức hợp lịch sử                                                                                           | Córdoba                           |                                                 | RI-53-0000001       | 26-07-1929           | Conjunto Histórico Artístico Parte Vieja de la Ciudad · Upload image                       |
| Baños árabes Pescadería                                              | Khu phức hợp lịch sử                                                                                           | Córdoba                           | 37°52′46″B 4°46′36″T / 37,8795153°B 4,776628°T  | RI-53-0000023       | 05-02-1954           | Upload image                                                                               |
| Quần thể Histórico Artístico Baños Pescadería                        | Khu phức hợp lịch sử                                                                                           | Córdoba                           |                                                 | RI-53-0000023-00001 | 05-02-1954           | Upload image                                                                               |
| Quần thể Histórico Artístico Căn nhà calles Cárdena González Y Otras | Khu phức hợp lịch sử                                                                                           | Córdoba                           |                                                 | RI-53-0000023-00002 | 05-02-1954           | Upload image                                                                               |
| Cổng Sevilla (Córdoba)                                               | Di tích | Córdoba                           | 37°52′31″B 4°47′08″T / 37,87527°B 4,785621°T    | RI-51-0000525       | 03-06-1931           | Puerta de Sevilla (Córdoba) · Upload image                                                 |
| Alcázar Reyes Cristianos                                             | Di tích | Córdoba                           | 37°52′36″B 4°46′53″T / 37,876596°B 4,781333°T   | RI-51-0000526       | 03-06-1931           | Alcázar Nuevo · Upload image                                                               |
| Alminar San Juan                                                     | Di tích | Córdoba                           | 37°52′58″B 4°46′53″T / 37,88275°B 4,781417°T    | RI-51-0000527       | 03-06-1931           | Torre-alminar de San Juan · Upload image                                                   |
| Tu viện Santa Clara (Córdoba)                                        | Di tích | Córdoba                           | 37°52′50″B 4°46′41″T / 37,8806575°B 4,7781904°T | RI-51-0000528       | 03-06-1931           | Upload image                                                                               |
| Capilla San Bartolomé                                                | Di tích | Córdoba                           | 37°52′47″B 4°46′57″T / 37,8796075°B 4,7825101°T | RI-51-0000529       | 03-06-1931           | Capilla de San Bartolomé del Hospital de Agudos · Upload image                             |
| Nhà Caballeros Santiago                                              | Di tích | Córdoba                           |                                                 | RI-51-0000530       | 03-06-1931           | Upload image                                                                               |
| Nhà thờ San Miguel (Córdoba)                                         | Di tích | Córdoba                           | 37°53′09″B 4°46′46″T / 37,885929°B 4,779412°T   | RI-51-0000532       | 03-06-1931           | Iglesia de San Miguel (Córdoba) · Upload image                                             |
| Nhà thờ Santa Marina (Córdoba)                                       | Di tích | Córdoba                           | 37°53′24″B 4°46′29″T / 37,889903°B 4,774752°T   | RI-51-0000533       | 03-06-1931           | Iglesia de Santa Marina (Córdoba) · Upload image                                           |
| Baños Árabes (Córdoba)                                               | Di tích | Córdoba                           | 37°52′35″B 4°47′03″T / 37,876333°B 4,784222°T   | RI-51-0000535       | 03-06-1931           | Baños Árabes (Córdoba) · Upload image                                                      |
| Capilla Mayor Nhà thờ Convento Carmen Calzado và Retablo Valdés Leal | Di tích | Córdoba                           | 37°53′07″B 4°46′02″T / 37,885314°B 4,767307°T   | RI-51-0001241       | 10-04-1953           | Upload image                                                                               |
| Bảo tàng Khảo cổ và Etnológico Córdoba                               | Di tích | Córdoba                           | 37°52′55″B 4°46′40″T / 37,882054°B 4,777756°T   | RI-51-0001346       | 01-03-1962           | Museo Arqueológico y Etnológico (Córdoba) · Upload image                                   |
| Bảo tàng Julio Romero Torres                                         | Di tích | Córdoba                           | 37°52′53″B 4°46′28″T / 37,8813508°B 4,7745654°T | RI-51-0001347       | 01-03-1962           | Museo Julio Romero de Torres · Upload image                                                |
| Nhà thờ San Andrés (Córdoba)                                         | Di tích | Córdoba                           | 37°53′09″B 4°46′23″T / 37,885971°B 4,773075°T   | RI-51-0005066       | 17-04-1985           | Iglesia de San Andrés (Córdoba) · Upload image                                             |
| Vương cung thánh đường San Pedro (Córdoba)                           | Di tích | Córdoba                           | 37°52′58″B 4°46′19″T / 37,882669°B 4,771889°T   | RI-51-0005071       | 02-05-1985           | Iglesia de San Pedro (Córdoba) · Upload image                                              |
| Nhà thờ San Lorenzo (Córdoba)                                        | Di tích | Córdoba                           | 37°53′19″B 4°46′08″T / 37,888558°B 4,768886°T   | RI-51-0005072       | 02-05-1985           | Iglesia de San Lorenzo (Córdoba) · Upload image                                            |
| Baños árabes Santa María (Córdoba)                                   | Di tích | Córdoba                           | 37°52′49″B 4°46′48″T / 37,8802113°B 4,7799547°T | RI-51-0005252       | 30-04-2001           | Baños de Santa María sitos en calle Velázquez Bosco Número 8 · Upload image                |
| Tháp Santo Domingo Silos (Córdoba)                                   | Di tích | Córdoba                           | 37°53′01″B 4°46′41″T / 37,88353°B 4,777952°T    | RI-51-0005337       | 09-01-2001           | Torre de Santo Domingo de Silos (Córdoba) · Upload image                                   |
| Cung điện Merced                                                     | Di tích | Córdoba                           | 37°53′25″B 4°46′49″T / 37,890335°B 4,780139°T   | RI-51-0005384       | 09-09-2008           | Antiguo Convento de Nuestra Señora de la Merced · Upload image                             |
| Tháp Arias Cabrera                                                   | Di tích | Córdoba Torres Cabrera            |                                                 | RI-51-0011055       | 24-06-1985           | Upload image                                                                               |

### D

#### Doña Mencía
| Tên                   | Dạng    | Địa điểm    | Tọa độ | Số hồ sơ tham khảo? | Ngày nhận danh hiệu? | Hình ảnh     |
| --------------------- | ------- | ----------- | ------ | ------------------- | -------------------- | ------------ |
| Tàn tích Murallas     | Di tích | Doña Mencía |        | RI-51-0007672       | 22-06-1993           | Upload image |
| Torreón Plata         | Di tích | Doña Mencía |        | RI-51-0007673       | 22-06-1993           | Upload image |
| Lâu đài (Doña Mencía) | Di tích | Doña Mencía |        | RI-51-0004463       | 23-01-1981           | Upload image |

#### Dos Torres
| Tên               | Dạng                 | Địa điểm   | Tọa độ | Số hồ sơ tham khảo? | Ngày nhận danh hiệu? | Hình ảnh     |
| ----------------- | -------------------- | ---------- | ------ | ------------------- | -------------------- | ------------ |
| Ciudad Dos Torres | Khu phức hợp lịch sử | Dos Torres |        | RI-53-0000536       | 06-05-2003           | Upload image |

### E

#### El Carpio
| Tên                         | Dạng    | Địa điểm  | Tọa độ                                          | Số hồ sơ tham khảo? | Ngày nhận danh hiệu? | Hình ảnh                                        |
| --------------------------- | ------- | --------- | ----------------------------------------------- | ------------------- | -------------------- | ----------------------------------------------- |
| Presa Salto                 | Di tích | El Carpio | 37°58′29″B 4°29′32″T / 37,9745911°B 4,4922173°T | RI-51-0011123       | 29-07-2003           | Conjunto de la Presa de El Salto · Upload image |
| Tường Medieval              | Di tích | El Carpio |                                                 | RI-51-0007664       | 22-06-1993           | Upload image                                    |
| Tháp Homenaje Maese Mohamed | Di tích | El Carpio |                                                 | RI-51-0007665       | 22-06-1993           | Upload image                                    |
| Lâu đài Medieval "Alcocer"  | Di tích | El Carpio |                                                 | RI-51-0007666       | 22-06-1993           | Upload image                                    |
| Cortijo Apaceros            | Di tích | El Carpio |                                                 | RI-51-0007667       | 22-06-1993           | Upload image                                    |
| Las Grúas (Carpio)          | Di tích | El Carpio |                                                 | RI-51-0010733       | 29-01-2002           | Upload image                                    |
| Tháp Garciméndez            | Di tích | El Carpio | 37°56′26″B 4°29′58″T / 37,9404387°B 4,4995639°T | RI-51-0004891       | 01-06-1983           | Torre de Garciméndez · Upload image             |

#### El Viso
| Tên              | Dạng    | Địa điểm | Tọa độ | Số hồ sơ tham khảo? | Ngày nhận danh hiệu? | Hình ảnh     |
| ---------------- | ------- | -------- | ------ | ------------------- | -------------------- | ------------ |
| Lâu đài Madroñiz | Di tích | El Viso  |        | RI-51-0010202       | 24-04-1998           | Upload image |

#### Encinas Reales
| Tên                   | Dạng    | Địa điểm       | Tọa độ | Số hồ sơ tham khảo? | Ngày nhận danh hiệu? | Hình ảnh     |
| --------------------- | ------- | -------------- | ------ | ------------------- | -------------------- | ------------ |
| Nhà hoang Jesús Penas | Di tích | Encinas Reales |        | RI-51-0010968       |                      | Upload image |

#### Espejo (Córdoba)
| Tên                            | Dạng    | Địa điểm         | Tọa độ | Số hồ sơ tham khảo? | Ngày nhận danh hiệu? | Hình ảnh                          |
| ------------------------------ | ------- | ---------------- | ------ | ------------------- | -------------------- | --------------------------------- |
| Nhà thờ San Bartolomé (Espejo) | Di tích | Espejo (Córdoba) |        | RI-51-0005385       |                      | Upload image                      |
| Lâu đài "Alcalat"              | Di tích | Espejo (Córdoba) |        | RI-51-0007674       | 22-06-1993           | Castillo "Alcalat" · Upload image |

#### Espiel
| Tên                                | Dạng        | Địa điểm        | Tọa độ | Số hồ sơ tham khảo? | Ngày nhận danh hiệu? | Hình ảnh     |
| ---------------------------------- | ----------- | --------------- | ------ | ------------------- | -------------------- | ------------ |
| Ruinas Đồi Gesmo                   | Khu khảo cổ | Espiel Pondra   |        | RI-55-0000021       | 03-06-1931           | Upload image |
| Lâu đài Medieval "Cabeza Vaca"     | Di tích     | Espiel          |        | RI-51-0007675       | 22-06-1993           | Upload image |
| Lâu đài Vacar                      | Di tích     | Espiel El Vacar |        | RI-51-0007676       | 22-06-1993           | Upload image |
| Lâu đài Medieval ở Sierra Castillo | Di tích     | Espiel          |        | RI-51-0007677       | 22-06-1993           | Upload image |

### F

#### Fernán Núñez
| Tên                                              | Dạng                 | Địa điểm     | Tọa độ                                         | Số hồ sơ tham khảo? | Ngày nhận danh hiệu? | Hình ảnh                                                  |
| ------------------------------------------------ | -------------------- | ------------ | ---------------------------------------------- | ------------------- | -------------------- | --------------------------------------------------------- |
| Tháp castillo Abenhana (Fernán Núñez)            | Di tích              | Fernán Núñez |                                                | RI-51-0011621       | 25-06-1985           | Upload image                                              |
| Tháp castillo Abenhana (Fernán Núñez)            | Di tích              | Fernán Núñez |                                                | RI-51-0022621       | 25-06-1985           | Upload image                                              |
| Tháp Atalaya (Fernán Núñez)                      | Di tích              | Fernán Núñez |                                                | RI-51-0011622       | 25-06-1985           | Upload image                                              |
| Tháp Abencáez                                    | Di tích              | Fernán Núñez |                                                | RI-51-0011623       | 25-06-1985           | Upload image                                              |
| Nhà thờ Santa Marina Aguas Santas (Fernán Núñez) | Di tích              | Fernan Núñez | 37°40′16″B 4°43′27″T / 37,6709791°B 4,724105°T | RI-51-0011179       | 17-02-2004           | Santa Marina de Aguas Santas · Upload image               |
| Palacio Ducal Fernán Núñez và su Entorno         | Khu phức hợp lịch sử | Fernán Núñez | 37°40′19″B 4°43′26″T / 37,672015°B 4,723896°T  | RI-53-0000291       | 13-07-1983           | Palacio Ducal de Fernán Núñez y su Entorno · Upload image |

### G

#### Guadalcázar
| Tên                      | Dạng    | Địa điểm    | Tọa độ | Số hồ sơ tham khảo? | Ngày nhận danh hiệu? | Hình ảnh     |
| ------------------------ | ------- | ----------- | ------ | ------------------- | -------------------- | ------------ |
| Tháp Mocha (Guadalcázar) | Di tích | Guadalcázar |        | RI-51-0008797       | 22-06-1994           | Upload image |

### H

#### Hinojosa del Duque
| Tên                                  | Dạng    | Địa điểm           | Tọa độ                                        | Số hồ sơ tham khảo? | Ngày nhận danh hiệu? | Hình ảnh                                                |
| ------------------------------------ | ------- | ------------------ | --------------------------------------------- | ------------------- | -------------------- | ------------------------------------------------------- |
| Lâu đài "del Cohete"                 | Di tích | Hinojosa del Duque |                                               | RI-51-0007678       | 22-06-1993           | Upload image                                            |
| Nhà thờ Sierra                       | Di tích | Hinojosa del duque | 38°30′03″B 5°08′55″T / 38,500888°B 5,148696°T | RI-51-0004468       | 05-02-1981           | Templo Parroquial de San Juan Bautista · Upload image   |
| Nhà hoang Santa Ana (Hinojosa duque) | Di tích | Hinojosa del duque |                                               | RI-51-0005002       | 08-02-1984           | Ermita de Santa Ana (Hinojosa del duque) · Upload image |

#### Hornachuelos
| Tên                                       | Dạng             | Địa điểm     | Tọa độ                                      | Số hồ sơ tham khảo? | Ngày nhận danh hiệu? | Hình ảnh                                                                   |
| ----------------------------------------- | ---------------- | ------------ | ------------------------------------------- | ------------------- | -------------------- | -------------------------------------------------------------------------- |
| Jardín Moratalla                          | Jardín histórico | Hornachuelos | 37°46′43″B 5°12′09″T / 37,7786°B 5,2024°T   | RI-52-0000039       | 23-05-1983           | Upload image                                                               |
| Nhà thờ Santa María Flores (Hornachuelos) | Di tích          | Hornachuelos | 37°49′51″B 5°14′30″T / 37,8309°B 5,241556°T | RI-51-0010820       | 18-06-2002           | Iglesia Mudéjar de Santa María de las Flores (Hornachuelos) · Upload image |
| Lâu đài (Hornachuelos)                    | Di tích          | Hornachuelos | 37°49′54″B 5°14′33″T / 37,8317°B 5,2424°T   | RI-51-0011056       | 25-06-1985           | Castillo (Hornachuelos) · Upload image                                     |
| Tường (Hornachuelos)                      | Di tích          | Hornachuelos | 37°49′42″N 5°14′29″T / 37,8284°N 5,241388°T | RI-51-0011058       | 25-06-1985           | Upload image                                                               |

### I

#### Iznájar, Córdoba
| Tên             | Dạng                                            | Địa điểm | Tọa độ                                        | Số hồ sơ tham khảo? | Ngày nhận danh hiệu? | Hình ảnh                           |
| --------------- | ----------------------------------------------- | -------- | --------------------------------------------- | ------------------- | -------------------- | ---------------------------------- |
| Lâu đài Iznájar | Di tích Kiến trúc phòng thủ Thời gian: Thế kỷ 8 | Iznájar  | 37°15′28″B 4°18′32″T / 37,257897°B 4,308828°T | RI-51-0007679       | 22-06-1993           | Castillo de Iznájar · Upload image |
| Lâu đài Iznájar | Di tích Kiến trúc phòng thủ                     | Iznájar  | 37°15′28″B 4°18′30″T / 37,257655°B 4,308428°T | RI-51-0011624       |                      | Recinto Amurallado · Upload image  |

### L

#### La Carlota (España)
| Tên                        | Dạng                 | Địa điểm            | Tọa độ | Số hồ sơ tham khảo? | Ngày nhận danh hiệu? | Hình ảnh     |
| -------------------------- | -------------------- | ------------------- | ------ | ------------------- | -------------------- | ------------ |
| Posada Real                | Di tích              | La Carlota (España) |        | RI-51-0010652       | 29-05-2001           | Upload image |
| Quần thể Histórico Carlota | Khu phức hợp lịch sử | La Carlota (España) |        | RI-53-0000523       | 09-01-2001           | Upload image |

#### La Rambla (Córdoba)
| Tên                                      | Dạng    | Địa điểm            | Tọa độ                                        | Số hồ sơ tham khảo? | Ngày nhận danh hiệu? | Hình ảnh                                                                       |
| ---------------------------------------- | ------- | ------------------- | --------------------------------------------- | ------------------- | -------------------- | ------------------------------------------------------------------------------ |
| Nhà thờ Nuestra Señora Asunción (Rambla) | Di tích | La Rambla (Córdoba) | 37°36′31″B 4°44′26″T / 37,608597°B 4,740574°T | RI-51-0011070       | 27-05-2003           | Iglesia Parroquial de Nuestra Señora de la Asunción (La Rambla) · Upload image |
| Nhà thờ Santísima Trinidad (Rambla)      | Di tích | La Rambla (Córdoba) |                                               | RI-51-0012067       | 06-03-2007           | Upload image                                                                   |
| Lâu đài Medieval (Rambla)                | Di tích | La Rambla (Córdoba) |                                               | RI-51-0007705       | 22-06-1993           | Castillo Medieval (La Rambla) · Upload image                                   |

#### La Victoria (Córdoba)
| Tên                       | Dạng    | Địa điểm              | Tọa độ | Số hồ sơ tham khảo? | Ngày nhận danh hiệu? | Hình ảnh     |
| ------------------------- | ------- | --------------------- | ------ | ------------------- | -------------------- | ------------ |
| Torreón Árabe "don Lucas" | Di tích | La Victoria (Córdoba) |        | RI-51-0007712       | 22-06-1993           | Upload image |

#### Valle de los Pedroches
| Tên                              | Dạng    | Địa điểm               | Tọa độ | Số hồ sơ tham khảo? | Ngày nhận danh hiệu? | Hình ảnh     |
| -------------------------------- | ------- | ---------------------- | ------ | ------------------- | -------------------- | ------------ |
| Puente Romano ở Arroyo Pedroches | Di tích | Valle de los Pedroches |        | RI-51-0009222       | 18-09-2001           | Upload image |

#### Lucena
| Tên                              | Dạng        | Địa điểm | Tọa độ                                        | Số hồ sơ tham khảo? | Ngày nhận danh hiệu? | Hình ảnh                                            |
| -------------------------------- | ----------- | -------- | --------------------------------------------- | ------------------- | -------------------- | --------------------------------------------------- |
| Nhà Cung điện Condes Santa Ana   | Di tích     | Lucena   |                                               | RI-51-0004628       | 02-04-1982           | Upload image                                        |
| Las Laderas Morana               | Khu khảo cổ | Lucena   |                                               | RI-55-0000633       | 06-03-2000           | Upload image                                        |
| Bệnh viện San Juan Dios (Lucena) | Di tích     | Lucena   |                                               | RI-51-0011571       | 18-01-2006           | Upload image                                        |
| Prisión Boabdil                  | Di tích     | Lucena   |                                               | RI-51-0000536       | 03-06-1931           | Upload image                                        |
| Nhà thờ Santiago (Lucena)        | Di tích     | Lucena   |                                               | RI-51-0003925       | 14-12-1973           | Upload image                                        |
| Lâu đài Moral và Tháp Moral      | Di tích     | Lucena   | 37°24′29″B 4°29′01″T / 37,40818°B 4,483666°T  | RI-51-0007680       | 22-06-1993           | Castillo del Moral y Torre del Moral · Upload image |
| Nhà thờ San Mateo (Lucena)       | Di tích     | Lucena   | 37°24′32″B 4°29′03″T / 37,408968°B 4,484257°T | RI-51-0009221       | 19-12-2000           | Iglesia de San Mateo (Lucena) · Upload image        |

#### Luque (España)
| Tên                                     | Dạng    | Địa điểm       | Tọa độ | Số hồ sơ tham khảo? | Ngày nhận danh hiệu? | Hình ảnh     |
| --------------------------------------- | ------- | -------------- | ------ | ------------------- | -------------------- | ------------ |
| Nhà trú tạm Castillarejo                | Di tích | Luque (España) |        | RI-51-0011654       | 25-06-1985           | Upload image |
| Nhà trú tạm Cabras (Luque)              | Di tích | Luque (España) |        | RI-51-0011651       | 25-06-1985           | Upload image |
| Nhà trú tạm Barranco                    | Di tích | Luque (España) |        | RI-51-0011652       | 25-06-1985           | Upload image |
| Nhà trú tạm Canjilones                  | Di tích | Luque (España) |        | RI-51-0011653       | 25-06-1985           | Upload image |
| Abrigos Canjilones II                   | Di tích | Luque (España) |        | RI-51-0012220       | 25-06-1985           | Upload image |
| Nhà trú tạm Canjilones II               | Di tích | Luque (España) |        | RI-51-0012221       | 25-06-1985           | Upload image |
| Nhà trú tạm Tajo Lâu đài I              | Di tích | Luque (España) |        | RI-51-0012222       | 25-06-1985           | Upload image |
| Nhà trú tạm Tajo Lâu đài II             | Di tích | Luque (España) |        | RI-51-0012223       | 25-06-1985           | Upload image |
| Nhà trú tạm Fuente Espino               | Di tích | Luque (España) |        | RI-51-0012224       | 25-06-1985           | Upload image |
| Nhà trú tạm Pecho Catalán               | Di tích | Luque (España) |        | RI-51-0012225       | 25-06-1985           | Upload image |
| Nhà trú tạm Pecho Corneta               | Di tích | Luque (España) |        | RI-51-0012226       | 25-06-1985           | Upload image |
| Nhà trú tạm Gallumbar                   | Di tích | Luque (España) |        | RI-51-0012227       | 25-06-1985           | Upload image |
| Nhà trú tạm Morellana                   | Di tích | Luque (España) |        | RI-51-0012228       | 25-06-1985           | Upload image |
| Nhà thờ Nuestra Señora Asunción (Luque) | Di tích | Luque (España) |        | RI-51-0004226       | 02-04-1976           | Upload image |
| Lâu đài Medieval "Venceire"             | Di tích | Luque (España) |        | RI-51-0007681       | 22-06-1993           | Upload image |
| Tháp "Fuente Alhama"                    | Di tích | Luque (España) |        | RI-51-0007682       | 22-06-1993           | Upload image |

### M

#### Montemayor, Córdoba
| Tên                             | Dạng    | Địa điểm            | Tọa độ | Số hồ sơ tham khảo? | Ngày nhận danh hiệu? | Hình ảnh     |
| ------------------------------- | ------- | ------------------- | ------ | ------------------- | -------------------- | ------------ |
| Lâu đài Dos Hermanas            | Di tích | Montemayor, Córdoba |        | RI-51-0011057       | 25-06-1985           | Upload image |
| Lâu đài Medieval "Dos Hermanas" | Di tích | Montemayor, Córdoba |        | RI-51-0007683       | 22-06-1993           | Upload image |

#### Montilla
| Tên                                     | Dạng                       | Địa điểm | Tọa độ                                          | Số hồ sơ tham khảo? | Ngày nhận danh hiệu? | Hình ảnh                           |
| --------------------------------------- | -------------------------- | -------- | ----------------------------------------------- | ------------------- | -------------------- | ---------------------------------- |
| Tu viện Santa Clara (Montilla)          | Di tích                    | Montilla | 37°35′21″B 4°38′09″T / 37,5890454°B 4,6357691°T | RI-51-0004507       | 13-07-1981           | Upload image                       |
| Nhà thờ San Francisco Solano (Montilla) | Di tích                    | Montilla | 37°35′09″B 4°38′21″T / 37,5858211°B 4,639248°T  | RI-51-0004247       | 10-06-1977           | Upload image                       |
| Lâu đài Montilla                        | Di tích                    | Montilla | 37°35′32″B 4°38′15″T / 37,5921984°B 4,6374925°T | RI-51-0007684       | 22-06-1993           | Upload image                       |
| Tu viện San Agustín (Montilla)          | Di tích                    | Montilla | 37°35′03″B 4°38′14″T / 37,5841186°B 4,6372202°T | RI-51-0010640       | 30-04-2001           | Upload image                       |
| Nhà thờ Santiago                        | Di tích Kiến trúc tôn giáo | Montilla | 37°35′30″B 4°38′11″T / 37,5916426°B 4,636445°T  | RI-51-0010641       | 30-04-2001           | Iglesia de Santiago · Upload image |

#### Montoro
| Tên                        | Dạng                 | Địa điểm | Tọa độ | Số hồ sơ tham khảo? | Ngày nhận danh hiệu? | Hình ảnh                                     |
| -------------------------- | -------------------- | -------- | ------ | ------------------- | -------------------- | -------------------------------------------- |
| Tháp Villaverde (Montoro)  | Di tích              | Montoro  |        | RI-51-0011625       | 25-06-1985           | Upload image                                 |
| Tháp Villaverde (Montoro)  | Jardín histórico     | Montoro  |        | RI-52-0011625       | 25-06-1985           | Upload image                                 |
| Quần thể Histórico Montoro | Khu phức hợp lịch sử | Montoro  |        | RI-53-0000103       | 06-06-1969           | Conjunto Histórico de Montovo · Upload image |

#### Monturque
| Tên                         | Dạng        | Địa điểm  | Tọa độ | Số hồ sơ tham khảo? | Ngày nhận danh hiệu? | Hình ảnh                         |
| --------------------------- | ----------- | --------- | ------ | ------------------- | -------------------- | -------------------------------- |
| Lâu đài medieval Monturque  | Di tích     | Monturque |        | RI-51-0007685       | 22-06-1993           | Upload image                     |
| Lâu đài "Peñas Cid"         | Di tích     | Monturque |        | RI-51-0007686       | 22-06-1993           | Upload image                     |
| Atalaya Chacón              | Di tích     | Monturque |        | RI-51-0007687       | 22-06-1993           | Upload image                     |
| Cisternas romanas Monturque | Khu khảo cổ | Monturque |        | RI-55-0000128       | 20-02-1996           | Cisternas Romanas · Upload image |

### N

#### Nueva Carteya
| Tên                   | Dạng                        | Địa điểm      | Tọa độ                                       | Số hồ sơ tham khảo? | Ngày nhận danh hiệu? | Hình ảnh                                  |
| --------------------- | --------------------------- | ------------- | -------------------------------------------- | ------------------- | -------------------- | ----------------------------------------- |
| Nhà hoang Tháp Santos | Di tích Kiến trúc phòng thủ | Nueva Carteya | 37°34′37″B 4°27′34″T / 37,576912°B 4,45954°T | RI-51-0007688       | 22-06-1993           | Ermita Torre de los Santos · Upload image |
| Tháp Puerto           | Di tích                     | Nueva Carteya |                                              | RI-51-0011626       | 25-06-1985           | Torre del Puerto · Upload image           |

### O

#### Obejo
| Tên                              | Dạng    | Địa điểm | Tọa độ | Số hồ sơ tham khảo? | Ngày nhận danh hiệu? | Hình ảnh     |
| -------------------------------- | ------- | -------- | ------ | ------------------- | -------------------- | ------------ |
| Atalaya Peñaflor                 | Di tích | Obejo    |        | RI-51-0012229       | 25-06-1985           | Upload image |
| Nhà thờ San Antonio Abad (Obejo) | Di tích | Obejo    |        | RI-51-0004638       | 30-04-1982           | Upload image |
| Lâu đài Lara                     | Di tích | Obejo    |        | RI-51-0007689       | 22-06-1993           | Upload image |
| Lâu đài "Castil Flores"          | Di tích | Obejo    |        | RI-51-0007690       | 22-06-1993           | Upload image |
| Lâu đài (Ovejo)                  | Di tích | Obejo    |        | RI-51-0011627       | 25-06-1985           | Upload image |

### P

#### Palma del Río
| Tên                                         | Dạng                 | Địa điểm      | Tọa độ | Số hồ sơ tham khảo? | Ngày nhận danh hiệu? | Hình ảnh     |
| ------------------------------------------- | -------------------- | ------------- | ------ | ------------------- | -------------------- | ------------ |
| Quần thể Histórico recinto amurallado       | Khu phức hợp lịch sử | Palma del Río |        | RI-53-0000547       | 02-04-2002           | Upload image |
| Alcazaba (Palma Río)                        | Di tích              | Palma del Río |        | RI-51-0011628       |                      | Upload image |
| Tàn tích Tường (Palma Río)                  | Di tích              | Palma del Río |        | RI-51-0007691       | 22-06-1993           | Upload image |
| Nhà thờ và Tu viện Santa Clara              | Di tích              | Palma del Río |        | RI-51-0004724       | 26-10-1982           | Upload image |
| Nhà thờ Nuestra Señora Asunción (Palma río) | Di tích              | Palma del Río |        | RI-51-0004427       | 04-07-1980           | Upload image |

#### Pedro Abad
| Tên                             | Dạng    | Địa điểm   | Tọa độ | Số hồ sơ tham khảo? | Ngày nhận danh hiệu? | Hình ảnh     |
| ------------------------------- | ------- | ---------- | ------ | ------------------- | -------------------- | ------------ |
| Tòa nhà Ayuntamiento (Pósito)]] | Di tích | Pedro Abad |        | RI-51-0004821       | 09-03-1983           | Upload image |

#### Pedroche
| Tên                                          | Dạng    | Địa điểm | Tọa độ                                        | Số hồ sơ tham khảo? | Ngày nhận danh hiệu? | Hình ảnh     |
| -------------------------------------------- | ------- | -------- | --------------------------------------------- | ------------------- | -------------------- | ------------ |
| Tu viện Nuestra Señora Concepción (Pedroche) | Di tích | Pedroche |                                               | RI-51-0012072       | 09-09-2008           | Upload image |
| Nhà thờ parroquial Pedroche                  | Di tích | Pedroche | 38°25′40″B 4°45′48″T / 38,427719°B 4,763453°T | RI-51-0004328       | 26-01-1979           | Upload image |

#### Peñarroya-Pueblonuevo
| Tên                                        | Dạng    | Địa điểm              | Tọa độ | Số hồ sơ tham khảo? | Ngày nhận danh hiệu? | Hình ảnh     |
| ------------------------------------------ | ------- | --------------------- | ------ | ------------------- | -------------------- | ------------ |
| Nhà trú tạm Carmelo                        | Di tích | Peñarroya-Pueblonuevo |        | RI-51-0011655       | 25-06-1985           | Upload image |
| Nhà thờ Nuestra Señora Rosario (Peñarroya) | Di tích | Peñarroya-Pueblonuevo |        | RI-51-0010778       | 12-03-2002           | Upload image |

#### Posadas
| Tên                 | Dạng    | Địa điểm | Tọa độ | Số hồ sơ tham khảo? | Ngày nhận danh hiệu? | Hình ảnh     |
| ------------------- | ------- | -------- | ------ | ------------------- | -------------------- | ------------ |
| Tháp Guadacabrillas | Di tích | Posadas  |        | RI-51-0007692       | 22-06-1993           | Upload image |
| Tháp Ochavo         | Di tích | Posadas  |        | RI-51-0007693       | 22-06-1993           | Upload image |

#### Pozoblanco
| Tên      | Dạng    | Địa điểm   | Tọa độ | Số hồ sơ tham khảo? | Ngày nhận danh hiệu? | Hình ảnh     |
| -------- | ------- | ---------- | ------ | ------------------- | -------------------- | ------------ |
| Hang Osa | Di tích | Pozoblanco |        | RI-51-0011656       | 25-06-1985           | Upload image |

#### Priego de Córdoba
| Tên                                               | Dạng                 | Địa điểm          | Tọa độ | Số hồ sơ tham khảo? | Ngày nhận danh hiệu? | Hình ảnh                                                                       |
| ------------------------------------------------- | -------------------- | ----------------- | ------ | ------------------- | -------------------- | ------------------------------------------------------------------------------ |
| Nhà thờ Nuestra Señora Angustias (Priego Córdoba) | Di tích              | Priego de Córdoba |        | RI-51-0010837       | 02-07-2002           | Iglesia de Nuestra Señora de las Angustias · Upload image                      |
| Tường urbana (Priego Córdoba)                     | Di tích              | Priego de Córdoba |        | RI-51-0011629       |                      | Upload image                                                                   |
| Tháp Pata Mahoma                                  | Di tích              | Priego de Córdoba |        | RI-51-0011630       |                      | Upload image                                                                   |
| Tháp Sierrecilla Trinidad                         | Di tích              | Priego de Córdoba |        | RI-51-0011631       | 25-06-1985           | Upload image                                                                   |
| Tháp Cortijo Peñas Dobles                         | Di tích              | Priego de Córdoba |        | RI-51-0011632       | 25-06-1985           | Upload image                                                                   |
| Sierra Leones                                     | Di tích              | Priego de Córdoba |        | RI-51-0011633       | 25-06-1985           | Upload image                                                                   |
| Hang Murcielaguina                                | Di tích              | Priego de Córdoba |        | RI-51-0011657       | 25-06-1985           | Upload image                                                                   |
| Hang Cholones                                     | Di tích              | Priego de Córdoba |        | RI-51-0011658       | 25-06-1985           | Upload image                                                                   |
| Nhà trú tạm Tajo Zagrilla                         | Di tích              | Priego de Córdoba |        | RI-51-0011659       | 25-06-1985           | Upload image                                                                   |
| Abrigos Solana                                    | Di tích              | Priego de Córdoba |        | RI-51-0011660       | 25-06-1985           | Upload image                                                                   |
| Nhà trú tạm Solana I                              | Di tích              | Priego de Córdoba |        | RI-51-0011660-00001 | 25-06-1985           | Upload image                                                                   |
| Nhà trú tạm Solana II                             | Di tích              | Priego de Córdoba |        | RI-51-0011660-00002 | 25-06-1985           | Upload image                                                                   |
| Nhà trú tạm Solana III                            | Di tích              | Priego de Córdoba |        | RI-51-0011660-00003 | 25-06-1985           | Upload image                                                                   |
| Nhà trú tạm Solana IV                             | Di tích              | Priego de Córdoba |        | RI-51-0011660-00004 | 25-06-1985           | Upload image                                                                   |
| Nhà trú tạm Solana V                              | Di tích              | Priego de Córdoba |        | RI-51-0011660-00005 | 25-06-1985           | Upload image                                                                   |
| Nhà trú tạm Solana VI                             | Di tích              | Priego de Córdoba |        | RI-51-0011660-00006 | 25-06-1985           | Upload image                                                                   |
| Abirgo Solana VII                                 | Di tích              | Priego de Córdoba |        | RI-51-0011660-00007 | 25-06-1985           | Upload image                                                                   |
| Đồi Hambrona                                      | Di tích              | Priego de Córdoba |        | RI-51-0011661       | 25-06-1985           | Upload image                                                                   |
| Tháp Fuente Alhama                                | Di tích              | Priego de Córdoba |        | RI-51-0011634       | 25-06-1985           | Upload image                                                                   |
| Tháp Castil Campos                                | Di tích              | Priego de Córdoba |        | RI-51-0011635       |                      | Upload image                                                                   |
| Tháp Calvario Viejo                               | Di tích              | Priego de Córdoba |        | RI-51-0011636       |                      | Upload image                                                                   |
| Tháp Media                                        | Di tích              | Priego de Córdoba |        | RI-51-0011637       | 25-06-1985           | Upload image                                                                   |
| Tháp Bajera                                       | Di tích              | Priego de Córdoba |        | RI-51-0011638       |                      | Upload image                                                                   |
| Lâu đài Miramontes                                | Di tích              | Priego de Córdoba |        | RI-51-0011640       | 25-06-1985           | Upload image                                                                   |
| Tường almohade Jardín moro                        | Di tích              | Priego de Córdoba |        | RI-51-0012230       | 25-06-1985           | Upload image                                                                   |
| Quần thể Histórico Artístico Casco antiguo        | Khu phức hợp lịch sử | Priego de Córdoba |        | RI-53-0000146       | 07-12-1972           | Upload image                                                                   |
| Nhà thờ Nuestra Señora Mercedes (Priego Córdoba)  | Di tích              | Priego de Córdoba |        | RI-51-0004674       | 24-07-1982           | Upload image                                                                   |
| Nhà thờ Nuestra Señora Carmen (Priego Córdoba)    | Di tích              | Priego de Córdoba |        | RI-51-0004345       | 09-03-1979           | Iglesia de Nuestra Señora del Carmen (Priego de Córdoba) · Upload image        |
| Nhà thờ Asunción (Priego Córdoba)                 | Di tích              | Priego de Córdoba |        | RI-51-0000537       | 03-06-1931           | La Capilla del Sagrario de la Iglesia Parroquial de la Asunción · Upload image |
| Fuente Rey (Priego Córdoba) và Fuente Salud       | Di tích              | Priego de Córdoba |        | RI-51-0005039       | 18-12-1984           | Fuente del Rey y la Fuente de la Salud · Upload image                          |
| Tháp Espartal                                     | Di tích              | Priego de Córdoba |        | RI-51-0007694       | 22-06-1993           | Upload image                                                                   |
| Tháp Uclés                                        | Di tích              | Priego de Córdoba |        | RI-51-0007695       | 22-06-1993           | Upload image                                                                   |
| Tháp Oliva                                        | Di tích              | Priego de Córdoba |        | RI-51-0007696       | 22-06-1993           | Upload image                                                                   |
| Tháp Morchón                                      | Di tích              | Priego de Córdoba |        | RI-51-0007697       | 22-06-1993           | Upload image                                                                   |
| Tháp Alta (Priego Córdoba)                        | Di tích              | Priego de Córdoba |        | RI-51-0007698       | 22-06-1993           | Upload image                                                                   |
| Tháp Cañuelo                                      | Di tích              | Priego de Córdoba |        | RI-51-0007699       | 22-06-1993           | Upload image                                                                   |
| Tháp "Tres Tháp Cañuelo"                          | Di tích              | Priego de Córdoba |        | RI-51-0007700       | 22-06-1993           | Upload image                                                                   |
| Tháp Esparragal                                   | Di tích              | Priego de Córdoba |        | RI-51-0007701       | 22-06-1993           | Upload image                                                                   |
| Tháp Cabra                                        | Di tích              | Priego de Córdoba |        | RI-51-0007702       | 22-06-1993           | Upload image                                                                   |
| Tháp Bareas                                       | Di tích              | Priego de Córdoba |        | RI-51-0007703       | 22-06-1993           | Upload image                                                                   |
| Lâu đài Priego (Priego Córdoba)                   | Di tích              | Priego de Córdoba |        | RI-51-0001134       | 27-09-1943           | Castillo de Priego (Priego de Córdoba) · Upload image                          |

#### Puente Genil
| Tên                                       | Dạng        | Địa điểm     | Tọa độ | Số hồ sơ tham khảo? | Ngày nhận danh hiệu? | Hình ảnh                                                            |
| ----------------------------------------- | ----------- | ------------ | ------ | ------------------- | -------------------- | ------------------------------------------------------------------- |
| Lâu đài Medieval "Anzur"                  | Di tích     | Puente Genil |        | RI-51-0007704       | 22-06-1993           | Upload image                                                        |
| Khu vực Khảo cổ Villa Romana Fuente Álamo | Khu khảo cổ | Puente Genil |        | RI-55-0000202       | 05-07-2005           | Yacimiento Arqueológico Villa Romana de Fuente Álamo · Upload image |

### R

#### Rute
| Tên                         | Dạng                        | Địa điểm             | Tọa độ | Số hồ sơ tham khảo? | Ngày nhận danh hiệu? | Hình ảnh                                     |
| --------------------------- | --------------------------- | -------------------- | ------ | ------------------- | -------------------- | -------------------------------------------- |
| Lâu đài Zambra              | Di tích Kiến trúc phòng thủ | Rute Zambra (España) |        | RI-51-0011639       | 25-06-1985           | Castillo de Zambra · Upload image            |
| Tàn tích Tường "Rute Viejo" | Di tích Kiến trúc phòng thủ | Rute                 |        | RI-51-0007706       | 22-06-1993           | Resto de Muralla "Rute Viejo" · Upload image |

### S

#### Santa Eufemia
| Tên            | Dạng    | Địa điểm      | Tọa độ | Số hồ sơ tham khảo? | Ngày nhận danh hiệu? | Hình ảnh     |
| -------------- | ------- | ------------- | ------ | ------------------- | -------------------- | ------------ |
| Lâu đài Vioque | Di tích | Santa Eufemia |        | RI-51-0011641       |                      | Upload image |

#### Santaella
| Tên                                 | Dạng    | Địa điểm  | Tọa độ                                        | Số hồ sơ tham khảo? | Ngày nhận danh hiệu? | Hình ảnh     |
| ----------------------------------- | ------- | --------- | --------------------------------------------- | ------------------- | -------------------- | ------------ |
| Nhà thờ parroquial Santaella        | Di tích | Santaella |                                               | RI-51-0004313       | 07-12-1978           | Upload image |
| Tàn tích Tường Medieval (Santaella) | Di tích | Santaella |                                               | RI-51-0007707       | 22-06-1993           | Upload image |
| Lâu đài Árabe (Santaella)           | Di tích | Santaella | 37°34′00″B 4°50′42″T / 37,566579°B 4,844957°T | RI-51-0007708       | 22-06-1993           | Upload image |

### T

#### Torrecampo
| Tên                         | Dạng    | Địa điểm   | Tọa độ | Số hồ sơ tham khảo? | Ngày nhận danh hiệu? | Hình ảnh     |
| --------------------------- | ------- | ---------- | ------ | ------------------- | -------------------- | ------------ |
| Tàn tích Tường thành Árabes | Di tích | Torrecampo |        | RI-51-0007709       | 22-06-1993           | Upload image |
| Lâu đài Almogava            | Di tích | Torrecampo |        | RI-51-0007710       | 22-06-1993           | Upload image |

### V

#### Valsequillo (Córdoba)
| Tên                         | Dạng    | Địa điểm              | Tọa độ | Số hồ sơ tham khảo? | Ngày nhận danh hiệu? | Hình ảnh     |
| --------------------------- | ------- | --------------------- | ------ | ------------------- | -------------------- | ------------ |
| Lâu đài Medieval "de Cinta" | Di tích | Valsequillo (Córdoba) |        | RI-51-0007711       | 22-06-1993           | Upload image |

#### Villa del Río
| Tên                        | Dạng    | Địa điểm      | Tọa độ | Số hồ sơ tham khảo? | Ngày nhận danh hiệu? | Hình ảnh     |
| -------------------------- | ------- | ------------- | ------ | ------------------- | -------------------- | ------------ |
| Lâu đài (Villa Río)        | Di tích | Villa del Río |        | RI-51-0011643       | 25-06-1985           | Upload image |
| Puente sobre Salado        | Di tích | Villa del Río |        | RI-51-0000520       | 03-06-1931           | Upload image |
| Puente sobre Arroyo Diablo | Di tích | Villa del Río |        | RI-51-0000521       | 03-06-1931           | Upload image |

#### Villafranca de Córdoba
| Tên                                                         | Dạng    | Địa điểm               | Tọa độ                                                    | Số hồ sơ tham khảo? | Ngày nhận danh hiệu? | Hình ảnh     |
| ----------------------------------------------------------- | ------- | ---------------------- | --------------------------------------------------------- | ------------------- | -------------------- | ------------ |
| Tháp "junca"                                                | Di tích | Villafranca de Córdoba | 37°55′43″B 4°31′56″T / 37,92859539558°B 4,5322303255866°T | RI-51-0007713       | 22-06-1993           | Upload image |
| Tòa nhà Fortificado asimilado a "casa Cung điện Medinaceli" | Di tích | Villafranca de Córdoba |                                                           | RI-51-0007714       | 22-06-1993           | Upload image |

#### Villanueva del Rey
| Tên                           | Dạng    | Địa điểm           | Tọa độ | Số hồ sơ tham khảo? | Ngày nhận danh hiệu? | Hình ảnh     |
| ----------------------------- | ------- | ------------------ | ------ | ------------------- | -------------------- | ------------ |
| Lâu đài Medieval "Cuzna"      | Di tích | Villanueva del Rey |        | RI-51-0007715       | 22-06-1993           | Upload image |
| Lâu đài Medieval "Villanueva" | Di tích | Villanueva del Rey |        | RI-51-0007716       | 22-06-1993           | Upload image |
| Lâu đài Medieval "de Solana"  | Di tích | Villanueva del Rey |        | RI-51-0007717       | 22-06-1993           | Upload image |

#### Villaviciosa de Córdoba
| Tên                             | Dạng    | Địa điểm                | Tọa độ | Số hồ sơ tham khảo? | Ngày nhận danh hiệu? | Hình ảnh     |
| ------------------------------- | ------- | ----------------------- | ------ | ------------------- | -------------------- | ------------ |
| Lâu đài Árabe "Nevalo"          | Di tích | Villaviciosa de Córdoba |        | RI-51-0007718       | 22-06-1993           | Upload image |
| Lâu đài Árabe "Jesús"           | Di tích | Villaviciosa de Córdoba |        | RI-51-0007719       | 22-06-1993           | Upload image |
| Puente arruinado Sobre Guadiato | Di tích | Villaviciosa de Córdoba |        | RI-51-0000522       | 03-06-1931           | Upload image |

### Z

#### Zuheros
| Tên                                          | Dạng                 | Địa điểm | Tọa độ                                          | Số hồ sơ tham khảo? | Ngày nhận danh hiệu? | Hình ảnh                                                       |
| -------------------------------------------- | -------------------- | -------- | ----------------------------------------------- | ------------------- | -------------------- | -------------------------------------------------------------- |
| Tháp Nhà Muza                                | Di tích              | Zuheros  |                                                 | RI-51-0011644       | 25-06-1985           | Upload image                                                   |
| Hang Murciélagos                             | Di tích              | Zuheros  | 37°32′31″B 4°18′15″T / 37,5419062°B 4,3042588°T | RI-51-0011662       | 25-06-1985           | Cueva de los Murciélagos (Zuheros) · Upload image              |
| Lâu đài (Zuheros)                            | Di tích              | Zuheros  |                                                 | RI-51-0007720       | 22-06-1993           | Castillo (Zuheros) · Upload image                              |
| Quần thể Histórico Artístico Villa (Zuheros) | Khu phức hợp lịch sử | Zuheros  | 37°32′35″B 4°18′57″T / 37,542936°B 4,315884°T   | RI-53-0000571       | 24-06-2003           | Conjunto Histórico Artístico la Villa (Zuheros) · Upload image |